# First Division 1907-1908
La First Division 1907-1908 è stata la 20ª edizione della massima serie del campionato inglese di calcio, disputato tra il 2 settembre 1907 e il 29 aprile 1908 e concluso con la vittoria del Manchester Utd, al suo primo titolo.
Capocannoniere del torneo è stato Enoch West (Nottingham Forest) con 27 reti.

## Squadre partecipanti
| Club              | Stagione | Città               | Stadio               | Stagione precedente                   |
| ----------------- | -------- | ------------------- | -------------------- | ------------------------------------- |
| Aston Villa       | dettagli | Birmingham          | Villa Park           | 5º posto in First Division            |
| Birmingham City   | dettagli | Birmingham          | St Andrew's          | 9º posto in First Division            |
| Blackburn         | dettagli | Blackburn           | Ewood Park           | 12º posto in First Division           |
| Bolton            | dettagli | Bolton              | Burnden Park         | 6º posto in First Division            |
| Bristol City      | dettagli | Bristol             | Ashton Gate Stadium  | 2º posto in First Division            |
| Bury              | dettagli | Bury                | Gigg Lane            | 16º posto in First Division           |
| Chelsea           | dettagli | Londra              | Stamford Bridge      | 2º posto in Second Division, promosso |
| Everton           | dettagli | Liverpool           | Goodison Park        | 3º posto in First Division            |
| Liverpool         | dettagli | Liverpool           | Anfield              | 15º posto in First Division           |
| Manchester City   | dettagli | Manchester          | Hyde Road            | 17º posto in First Division           |
| Manchester Utd    | dettagli | Manchester          | Bank Street          | 8º posto in First Division            |
| Middlesbrough     | dettagli | Middlesbrough       | Ayresome Park        | 11º posto in First Division           |
| Newcastle Utd     | dettagli | Newcastle upon Tyne | St James' Park       | 1º posto in First Division            |
| Nottingham Forest | dettagli | Nottingham          | City Ground          | 1º posto in Second Division, promosso |
| Notts County      | dettagli | Nottingham          | Trent Bridge         | 18º posto in First Division           |
| Preston N.E.      | dettagli | Preston             | Deepdale             | 14º posto in First Division           |
| Sheffield Utd     | dettagli | Sheffield           | Bramall Lane         | 4º posto in First Division            |
| Sheffield Weds    | dettagli | Sheffield           | Hillsborough Stadium | 13º posto in First Division           |
| Sunderland        | dettagli | Sunderland          | Roker Park           | 10º posto in First Division           |
| Woolwich Arsenal  | dettagli | Londra              | Manor Ground         | 7º posto in First Division            |

## Classifica finale
|  | Pos. | Squadra           | Pt | G  | V  | N  | P  | GF | GS | Med   |
|  | ---- | ----------------- | -- | -- | -- | -- | -- | -- | -- | ----- |
|  | 1.   | Manchester Utd    | 52 | 38 | 23 | 6  | 9  | 81 | 48 | 1.688 |
|  | 2.   | Aston Villa       | 43 | 38 | 17 | 9  | 12 | 77 | 59 | 1.305 |
|  | 3.   | Manchester City   | 43 | 38 | 16 | 11 | 11 | 62 | 54 | 1.148 |
|  | 4.   | Newcastle Utd     | 42 | 38 | 15 | 12 | 11 | 65 | 54 | 1.204 |
|  | 5.   | Sheffield Weds    | 42 | 38 | 19 | 4  | 15 | 73 | 64 | 1.141 |
|  | 6.   | Middlesbrough     | 41 | 38 | 17 | 7  | 14 | 54 | 45 | 1.200 |
|  | 7.   | Bury              | 39 | 38 | 14 | 11 | 13 | 58 | 61 | 0.951 |
|  | 8.   | Liverpool         | 38 | 38 | 16 | 6  | 16 | 68 | 61 | 1.115 |
|  | 9.   | Nottingham Forest | 37 | 38 | 13 | 11 | 14 | 59 | 62 | 0.952 |
|  | 10.  | Bristol City      | 36 | 38 | 12 | 12 | 14 | 58 | 61 | 0.951 |
|  | 11.  | Everton           | 36 | 38 | 15 | 6  | 17 | 58 | 64 | 0.906 |
|  | 12.  | Preston N.E.      | 36 | 38 | 12 | 12 | 14 | 47 | 53 | 0.887 |
|  | 13.  | Chelsea           | 36 | 38 | 14 | 8  | 16 | 53 | 62 | 0.855 |
|  | 14.  | Woolwich Arsenal  | 36 | 38 | 12 | 12 | 14 | 51 | 63 | 0.810 |
|  | 14.  | Blackburn         | 36 | 38 | 12 | 12 | 14 | 51 | 63 | 0.810 |
|  | 16.  | Sunderland        | 35 | 38 | 16 | 3  | 19 | 78 | 75 | 1.040 |
|  | 17.  | Sheffield Utd     | 35 | 38 | 12 | 11 | 15 | 52 | 58 | 0.897 |
|  | 18.  | Notts County      | 34 | 38 | 13 | 8  | 17 | 39 | 51 | 0.765 |
|  | 19.  | Bolton            | 33 | 38 | 14 | 5  | 19 | 52 | 58 | 0.897 |
|  | 20.  | Birmingham City   | 30 | 38 | 9  | 12 | 17 | 40 | 60 | 0.667 |

Legenda:
      Campione d'Inghilterra.
      Retrocessa in Second Division.
Regolamento:
Due punti a vittoria, uno a pareggio, zero a sconfitta.
A parità di punti le squadre venivano classificate secondo il quoziente reti.

## Risultati

### Tabellone
|                   | Ast  | Bir  | Bla  | Bol  | BrC  | Bry  | Che  | Eve  | Liv  | MaC  | MaU  | Mid  | New  | NmF  | NtC  | Pre  | ShU  | ShW  | Sun  | Woo  |
| ----------------- | ---- | ---- | ---- | ---- | ---- | ---- | ---- | ---- | ---- | ---- | ---- | ---- | ---- | ---- | ---- | ---- | ---- | ---- | ---- | ---- |
| Aston Villa       | –––– | 2-3  | 1-1  | 2-0  | 4-4  | 2-2  | 0-0  | 0-2  | 5-1  | 2-2  | 1-4  | 6-0  | 3-3  | 4-0  | 5-1  | 3-0  | 1-0  | 5-0  | 1-0  | 0-1  |
| Birmingham        | 2-3  | –––– | 1-1  | 2-1  | 0-4  | 0-1  | 1-1  | 2-1  | 1-1  | 2-1  | 3-4  | 1-4  | 1-1  | 1-0  | 0-0  | 2-0  | 0-0  | 2-1  | 0-2  | 1-2  |
| Blackburn         | 2-0  | 1-0  | –––– | 3-2  | 4-1  | 1-0  | 2-0  | 2-0  | 1-3  | 0-0  | 1-5  | 2-0  | 1-1  | 3-3  | 1-1  | 1-1  | 3-3  | 2-0  | 4-2  | 1-1  |
| Bolton            | 3-1  | 1-0  | 3-1  | –––– | 1-2  | 3-6  | 1-2  | 3-0  | 0-4  | 2-0  | 2-2  | 1-1  | 4-0  | 1-0  | 0-1  | 2-0  | 1-1  | 2-1  | 2-3  | 3-1  |
| Bristol City      | 2-2  | 0-0  | 2-2  | 2-0  | –––– | 1-1  | 0-0  | 3-2  | 2-0  | 2-1  | 1-1  | 0-1  | 1-1  | 3-0  | 2-1  | 1-3  | 3-2  | 0-2  | 3-0  | 1-2  |
| Bury              | 2-1  | 1-0  | 1-1  | 2-2  | 1-1  | –––– | 1-1  | 3-0  | 3-1  | 0-0  | 0-1  | 1-4  | 1-2  | 0-0  | 0-0  | 5-1  | 3-2  | 0-2  | 2-1  | 3-2  |
| Chelsea           | 1-3  | 2-2  | 1-0  | 1-3  | 4-1  | 3-4  | –––– | 2-1  | 0-2  | 2-2  | 1-4  | 1-0  | 2-0  | 0-4  | 1-2  | 0-0  | 2-4  | 3-1  | 2-1  | 2-1  |
| Everton           | 1-0  | 4-1  | 4-1  | 2-1  | 0-0  | 6-1  | 0-3  | –––– | 2-4  | 3-3  | 1-3  | 2-1  | 2-0  | 1-0  | 1-0  | 2-1  | 2-1  | 0-0  | 0-3  | 1-1  |
| Liverpool         | 5-0  | 3-4  | 2-0  | 1-0  | 3-1  | 2-1  | 1-4  | 0-0  | –––– | 0-1  | 7-4  | 0-1  | 1-5  | 0-0  | 6-0  | 1-2  | 3-0  | 3-0  | 1-0  | 4-1  |
| Manchester City   | 3-2  | 2-1  | 2-0  | 1-0  | 0-0  | 2-2  | 0-3  | 4-2  | 1-1  | –––– | 0-0  | 2-1  | 1-0  | 4-2  | 2-1  | 5-0  | 0-2  | 3-2  | 0-0  | 4-0  |
| Manchester Utd    | 1-2  | 1-0  | 1-2  | 2-1  | 2-1  | 2-1  | 1-0  | 4-3  | 4-0  | 3-1  | –––– | 2-1  | 1-1  | 4-0  | 0-1  | 2-1  | 2-1  | 4-1  | 3-0  | 4-2  |
| Middlesbrough     | 0-1  | 1-0  | 3-0  | 0-1  | 0-2  | 0-2  | 3-1  | 0-2  | 3-1  | 2-0  | 2-1  | –––– | 2-1  | 1-1  | 3-1  | 1-0  | 2-0  | 6-1  | 3-1  | 0-0  |
| Newcastle Utd     | 2-5  | 8-0  | 3-0  | 3-0  | 2-0  | 3-0  | 1-0  | 2-1  | 3-1  | 1-1  | 1-6  | 1-1  | –––– | 3-0  | 1-1  | 0-0  | 2-3  | 2-1  | 1-3  | 2-1  |
| Nottingham Forest | 2-2  | 1-1  | 3-2  | 1-0  | 3-1  | 1-2  | 6-0  | 5-2  | 3-1  | 3-1  | 2-0  | 0-3  | 0-0  | –––– | 2-0  | 2-2  | 1-1  | 2-2  | 4-1  | 1-0  |
| Notts County      | 0-3  | 0-0  | 0-2  | 0-1  | 3-1  | 2-1  | 2-0  | 2-1  | 2-2  | 1-0  | 1-1  | 2-0  | 0-1  | 2-0  | –––– | 0-1  | 0-3  | 1-2  | 4-0  | 2-0  |
| Preston N.E.      | 3-0  | 1-1  | 1-1  | 2-0  | 3-0  | 3-1  | 2-4  | 2-2  | 3-0  | 2-4  | 0-0  | 1-1  | 2-0  | 0-1  | 1-0  | –––– | 0-0  | 1-1  | 3-2  | 3-0  |
| Sheffield Utd     | 1-1  | 1-0  | 4-2  | 1-0  | 2-0  | 0-2  | 0-3  | 2-0  | 0-0  | 1-2  | 2-0  | 0-0  | 1-1  | 2-2  | 0-1  | 2-0  | –––– | 1-3  | 5-3  | 2-2  |
| Sheffield Weds    | 2-3  | 1-4  | 2-0  | 5-2  | 5-3  | 2-0  | 3-1  | 1-2  | 1-2  | 5-1  | 2-0  | 3-2  | 3-1  | 2-1  | 2-0  | 1-0  | 2-0  | –––– | 2-3  | 6-0  |
| Sunderland        | 3-0  | 1-0  | 4-0  | 1-2  | 3-3  | 6-2  | 3-0  | 1-2  | 1-0  | 2-5  | 1-2  | 0-0  | 2-4  | 7-2  | 4-3  | 4-1  | 4-1  | 1-2  | –––– | 5-2  |
| Woolwich Arsenal  | 0-1  | 1-1  | 2-0  | 1-1  | 0-4  | 0-0  | 0-0  | 2-1  | 2-1  | 2-1  | 1-0  | 4-1  | 2-2  | 3-1  | 1-1  | 1-1  | 5-1  | 1-1  | 4-0  | –––– |